# Orden der guten Freundschaft
Der Orden der guten Freundschaft, auch als Freundschaftsorden oder nach der Ordensdekoration Orden vom goldenen Armband oder Orden des goldenen Braßelets [Bracelets, frz. für Armband] bezeichnet, war ein Ritterorden an den Höfen Kurbrandenburgs und Kursachsens.
Kurfürst Johann Georg IV. von Sachsen und Kurfürst Friedrich III. von Brandenburg stifteten gemeinsam diesen Orden am 25. Januar 1692 anlässlich eines Treffens in Torgau. Er sollte die geschlossene Allianz der Fürstenhäuser stärken.
An beiden Fürstenhöfen wurden je zwölf Ritter ernannt. Nach 1692 fanden keine Ernennungen mehr statt, sodass der Orden schnell erlosch.

## Ordensdekoration
Die Dekoration war an einem roten Band ein goldenes Armband mit zwei geharnischten, mit Palmzweigen umgebenen ineinander geschlungenen Händen. Die Inschrift lautete Uny pour jamais (Auf ewig geeint). Auf der anderen Seite stand der Name der Kurfürsten mit der Umschrift sincere amitié (Aufrichtige Freundschaft) und gekreuzt Kurschwert und Kurzepter.